# Mario Gariazzo
Mario Gariazzo (* 4. Juni 1930 in Biella, Italien; † 18. März 2002 in Rom) war ein italienischer Regisseur und Drehbuchautor. Sein Pseudonym war Roy Garrett.

## Leben
Gariazzo schloss in Literatur und Philosophie ab und arbeitete als Journalist für u. a. Gazzetta del Popolo, Avanti!, La Stampa und „Biella Sport“. Ins Filmgeschäft kam er als Geschäftsführer eines Filmverleihs (M. G. Arte Varia); so produzierte er bald und widmete sich dem Drehbuchschreiben; ab 1969 inszenierte er auch regelmäßig quer durch alle gängigen Genres. Zu Beginn der 1990er Jahre widmete er sich der Malerei.
Er galt darüber hinaus als UFO-Experte und stand angeblich in Verbindung zum CIA.

## Filmografie (Auswahl)
Regie
- 1969: Django – Gott vergib seinem Colt (Dio perdoni la mia pistola)
- 1971: Weihwasser Joe (Acquasanta Joe)
- 1971: Zeig mir das Spielzeug des Todes (Il giorno del giudizio)
- 1973: Die gnadenlose Hand des Gesetzes (La mano spietata della legge)
- 1974: L’Ossessa - Omen des Bösen (L’ossessa)
- 1978: Der Angriff kommt aus dem All, und auf der Erde herrscht Terror (Occhio dalle stelle) (als Roy Garrett)
- 1985: Amazonia – Kopfjagd im Regenwald (Schiave bianche – Violenza profonda)
- 1987: Nadines erotische Spiele (L'attrazione)
- 1988: Brother from Space (Hermano del espacio) (gedreht 1984)

Drehbuchautor
- 1968: Das Gesetz der Erbarmungslosen (Il lungo giorno del massacro)
- 1971: In nome del padre, del figlio e della Colt
- 1977: Die Nonne und das Biest (Suor Emanuelle)
- 1978: Der Angriff kommt aus dem All, und auf der Erde herrscht Terror (Occhio dalle stelle)
- 1981: Eine Kugel für den Bullen (Il carabiniere)